# Bartolomé Santos de Risoba
Bartolomé Santos de Risoba (Santervás de la Vega, 6 de marzo de 1582-Sigüenza, 8 de febrero de 1657) 
fue un eclesiástico español.
Formado en las universidades de San Antonio de Porta Coeli y Salamanca, fue canónigo magistral de Palencia, 
obispo de Almería, 
de León, 
y de Sigüenza.
| Predecesor: Martín García Gómez de Ceniceros | Obispo de Almería 1633       | Sucesor: Antonio González de Acevedo          |
| Predecesor: Gregorio Pedrosa Casares         | Obispo de León 1633-1649     | Sucesor: Juan del Pozo Horta                  |
| Predecesor: Pedro de Tapia                   | Obispo de Sigüenza 1650-1657 | Sucesor: Antonio Sarmiento de Luna y Enríquez |